# Lekanis

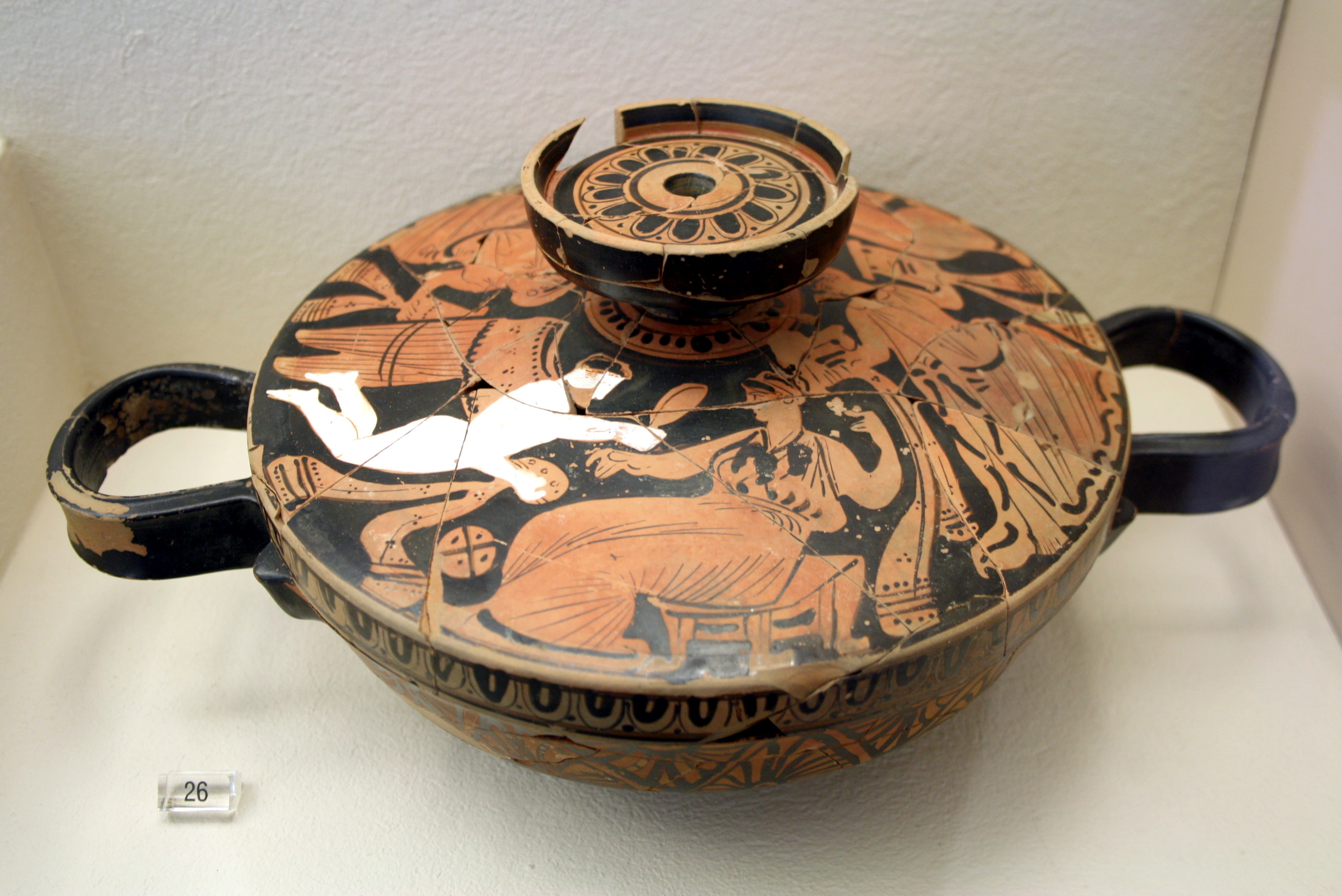
Lekanis nuziale, 370-360 a.C. Atene, Museo del ceramico.

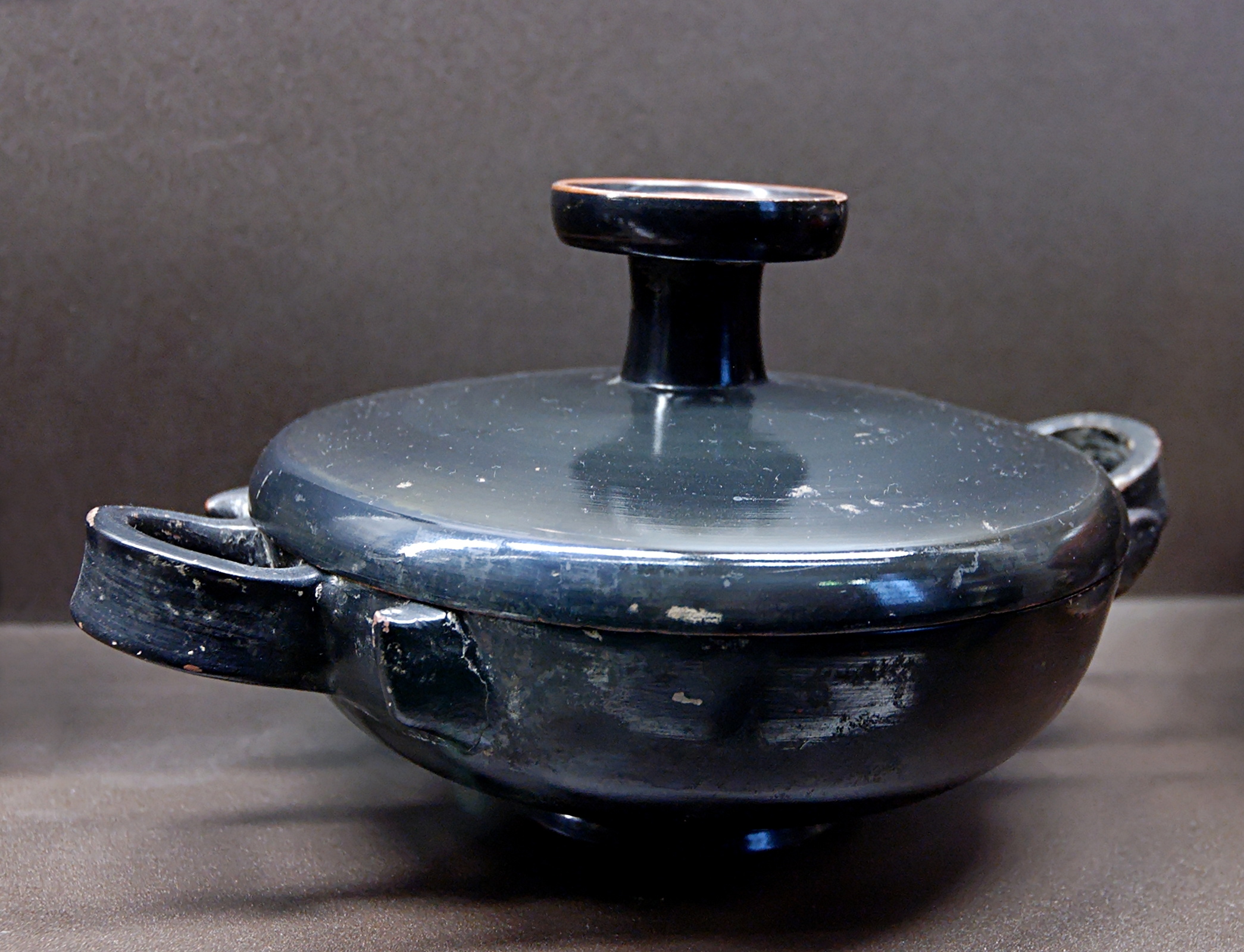
Lekanis attica a vernice nera, 450-440 a.C. Parigi, Louvre, Cp513 e Cp202.

La lekanis (pl. lekanides) è un piccolo vaso in uso nella Grecia antica, generalmente composto da coppa e coperchio e destinato al'uso femminile.

## Descrizione
Era una coppa bassa, con piede ad anello e due anse orizzontali a nastro impostate sotto l'orlo, quest'ultimo dotato di una modanatura adatta ad accogliere il coperchio con il quale forma una parete continua. A parte alcuni precedenti in epoca geometrica, la forma compare stabilmente nella seconda metà del VI secolo a.C. e diviene frequente nel periodo a figure rosse.
Gli esemplari a figure nere e a vernice nera possono essere privi di coperchio, mentre quelli a figure rosse sono tipicamente dotati di un coperchio decorato. Col tempo il coperchio a cupola tende ad appiattirsi e a formare un angolo retto tra la superficie superiore e le pareti verticali.
La lekanis veniva usata per contenere diverse sostanze e oggetti; era un vaso da toilette, un contenitore per unguenti o per piccoli oggetti. Come risulta anche da alcune rappresentazioni vascolari la lekanis rientrava nella complicata meccanica del matrimonio antico (così in qualche circostanza è chiamato il vaso in cui venivano posti i gioielli che il padre donava alla sposa) e Luciano di Samosata ne descrive una d'argento posta fra gli oggetti di una donna. Nel periodo a figure rosse la decorazione della parte superiore del coperchio è frequentemente a tema nuziale e le immagini possono proseguire lungo la parete del contenitore senza soluzione di continuità.
Il coperchio della lekanis è dotato di una impugnatura con stelo che, quando sufficientemente ampia, fungeva da piede per il coperchio che diveniva a sua volta contenitore se rovesciato. Su queste lekanides reversibili, a causa dell'ingombro creato dall'impugnatura, la decorazione del coperchio si limita a fregi animalistici.
Esiste una versione ad uso domestico della lekanis, usata per contenere o servire piccole quantità di cibo, formalmente più semplice, decorata con semplici bande orizzontali o priva di decorazione.